# Corps d'armée colonial
Le Corps d'armée colonial, initialement Corps d'armée des troupes coloniales, est une unité de l'armée de terre de l'armée française créée par le décret du 11 juin 1901, composée des unités des troupes coloniales stationnées dans la métropole.
En 1915, le Corps d'armée colonial devient le 1er Corps d'armée Colonial, suivi de la création du 2e corps d'armée colonial.

## Création et différentes dénominations
- Juin 1901 : Corps d'Armée des Troupes Coloniales
- 22/01/1915 : 1er Corps d'armée Colonial
- 11/02/1919 : Corps d'Armée Colonial

## Les chefs du corps d'armée colonial
- 1901 - 1902:  Général Duchemin
- 1902 - 1904:  Général Dodds
- 14/10/1904:  Général Archinard
- 04/09/1911 :  Général Vautier
- 13/04/1914:  Général Lefèvre
- 22/01/1915:  Général Gouraud
- 29 avril 1915 : Général Berdoulat
- 19 juillet 1917 - 15 octobre 1924 : Général Mazillier

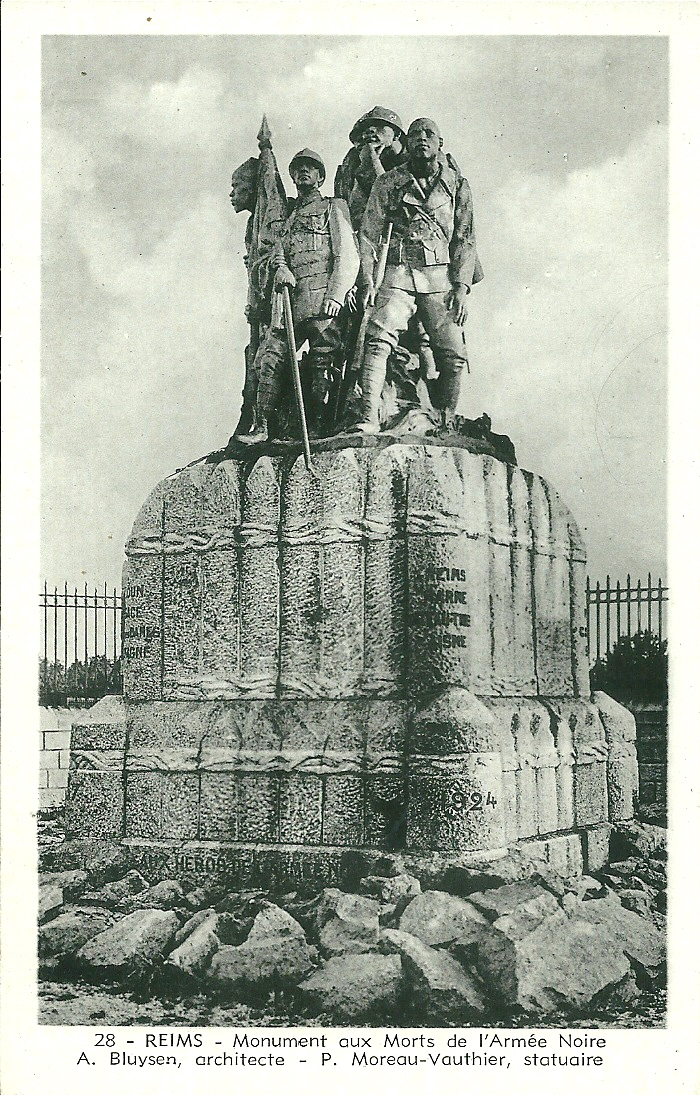
Monument en hommage à l'Armée Noire édifié à Reims en 1924.

- 17/10/1924 - 03/06/1925:  Général Claudel
- 2 septembre 1939 au 5 juin 1940 : Général Freydenberg[1]
- 5 juin 1940 au 23 juin 1940 :  Général Carles[1]

## Première guerre mondiale

### Composition

#### À la mobilisation
- 2e division d'infanterie coloniale.
- 3e division d'infanterie coloniale.
- 5e brigade coloniale (général Goullet) : 21e et 23e RIC
- Artillerie de corps (colonel Lenfant) : 3e RAC

### Historique et combat
Il est subordonné, au début de la Première Guerre mondiale à la 4e armée.

## Seconde guerre mondiale
Il est subordonné à la 3e armée du général Condé

### Composition
- 22e groupe de reconnaissance de corps d'armée
- 11e régiment d'artillerie lourde coloniale
- 2e division d'infanterie
- 56e division d'infanterie
- 51e division d'infanterie_(Highland)
- Secteur fortifié de Thionville